# محسن تنابنده
محسن تنابنده (1975) في طهران) هو ممثل وكاتب سيناريو ومخرج إيراني، أبرز أدواره كان تمثيل الشخصية الرئيسية في مسلسل العاصمة والفيلم محمد رسول الله وحظي بالعديد من الجوائز الفنية من المهرجانات السينمائية منها.

## أعماله
- الحرب العالمية الثالثة (جنگ جهانی سوم)
- بطل (قهرمان)
- محمد رسول الله
- رونا الأم عظیم (رونا مادر عظیم)
- الهارب (فراری)
- البؤساء (ندارها)
- شهادة لله (استشهادي براي خدا)
- وقت للحب (زماني براي دوست داشتن)
- سانت بطرسبرغ (سن پترزبورگ)
- حالة تسلل (آفساید)
- مسلسل «العاصمة» لمخرجه سيروس مقدم (پايتخت)[3]

## روابط خارجية
- محسن تنابنده على موقع IMDb (الإنجليزية)
- محسن تنابنده على موقع ألو سيني (الفرنسية)
- محسن تنابنده على موقع أول موفي (الإنجليزية)
- محسن تنابنده على موقع قاعدة بيانات الأفلام السويدية (السويدية)
- محسن تنابنده على موقع قاعدة بيانات الفيلم (الإنجليزية)
- محسن تنابنده على موقع كينوبويسك (الروسية)